# Ga Guseo
Ga Guseo (tiếng Hàn: 구서역; Hanja: 久瑞驛) là ga của Busan Metro tuyến 1 ở Guseo-dong, quận Geumjeong, Busan, Hàn Quốc.

## Liên kết
- (tiếng Hàn) Thông tin ga từ Tổng công ty vận chuyển Busan